# Уайзман, Фредерик
Фредерик Уайзман (англ. Frederick Wiseman, род. 1 января 1930 года) — американский режиссёр-документалист. Трёхкратный лауреат прайм-таймовой премии «Эмми». В 2014 году он был удостоен Золотого льва за жизненные достижения на 71-м Международном кинофестивале в Венеции. 1 сентября 2016 года было объявлено, что в ноябре 2016 года Уайзман получит почётный «Оскар» за выдающийся вклад в мировой кинематограф.

## Карьера
Окончил юридический факультет Йельского университета. Начал карьеру в 1963 году с фильма «Параллельный мир», где был продюсером. В 1967 дебютировал как режиссёр, сняв «Безумцев Титиката».
Всего на счету Уайзман около полусотни работ, сделанных в качестве режиссёра, продюсера и сценариста.

## Фильмография
| Год        | Фильм                                         | Оригинальное название                   | Работа                                        |
| ---------- | --------------------------------------------- | --------------------------------------- | --------------------------------------------- |
| 1963       | Параллельный мир                              | The Cool World                          | продюсер                                      |
| 1967       | Безумцы Титиката                              | Titicut Follies                         | режиссёр, продюсер, монтажёр                  |
| 1968       | Средняя школа                                 | High School                             | режиссёр, продюсер, монтажёр                  |
| 1969       | Закон и порядок                               | Law and Order                           | режиссёр, сценарист, продюсер, монтажёр       |
| 1970       | Госпиталь                                     | Hospital                                | режиссёр, продюсер, монтажёр                  |
| 1971       | Курс молодого бойца                           | Basic Training                          | режиссёр, продюсер, монтажёр                  |
| 1971       | Мне не хватает Сони Хени (короткометражный)   | I Miss Sonia Henie                      | режиссёр                                      |
| 1972       | —                                             | Essene                                  | режиссёр, продюсер, монтажёр                  |
| 1973       | Суд по делам несовершеннолетних               | Juvenile Court                          | режиссёр, продюсер, монтажёр                  |
| 1974       | —                                             | Primate                                 | режиссёр, продюсер, монтажёр                  |
| 1975       | Благосостояние                                | Welfare                                 | режиссёр, продюсер, монтажёр                  |
| 1976       | —                                             | Meat                                    | режиссёр, продюсер, монтажёр                  |
| 1977       | —                                             | Canal Zone                              | режиссёр, сценарист, продюсер, монтажёр       |
| 1978       | —                                             | Sinai Field Mission                     | режиссёр, продюсер, монтажёр                  |
| 1979       | —                                             | Manoeuvre                               | режиссёр, продюсер, монтажёр                  |
| 1980       | Модель                                        | Model                                   | режиссёр, продюсер, монтажёр                  |
| 1982       | —                                             | Seraphita’s Diary                       | режиссёр, продюсер, монтажёр                  |
| 1983       | Магазин                                       | The Store                               | режиссёр                                      |
| 1985       | —                                             | Racetrack                               | режиссёр, продюсер, монтажёр                  |
| 1986       | —                                             | Multi-Handicapped                       | режиссёр, продюсер, монтажёр                  |
| 1986       | Глухота                                       | Deaf                                    | режиссёр, продюсер, монтажёр                  |
| 1986       | —                                             | Adjustment and Work                     | режиссёр, продюсер, монтажёр                  |
| 1987       | Слепота                                       | Blind                                   | режиссёр, продюсер, монтажёр                  |
| 1988       | Ракета                                        | Missile                                 | режиссёр, продюсер, монтажёр                  |
| 1989       | При смерти                                    | Near Death                              | режиссёр, продюсер, монтажёр                  |
| 1990       | Центральный парк                              | Central Park                            | режиссёр, сценарист                           |
| 1991       | Аспен                                         | Aspen                                   | режиссёр, продюсер, монтажёр                  |
| 1993       | —                                             | Zoo                                     | режиссёр                                      |
| 1994       | Средняя школа 2                               | High School II                          | режиссёр, монтажёр                            |
| 1995       | Балет                                         | Ballet                                  | режиссёр, продюсер, монтажёр                  |
| 1996       | —                                             | La Comédie-Française ou L’amour joué    | режиссёр, продюсер, монтажёр, звук            |
| 1997       | Муниципальное жильё                           | Public Housing                          | режиссёр, продюсер                            |
| 1999       | Белфаст, штат Мэн                             | Belfast, Maine                          | режиссёр, продюсер, монтажёр                  |
| 2001       | Домашнее насилие                              | Domestic Violence                       | режиссёр, продюсер, монтажёр, звук            |
| 2002       | Последнее письмо                              | La dernière lettre                      | режиссёр, сценарист, продюсер, монтажёр       |
| 2002       | Домашнее насилие 2                            | Domestic Violence 2                     | режиссёр, продюсер, монтажёр                  |
| 2005       | —                                             | The Garden                              | режиссёр, продюсер, монтажёр, звук            |
| 2007       | Законодательное собрание штата                | State Legislature                       | режиссёр, продюсер, монтажёр                  |
| 2009       | Танец: Балет Парижской оперы                  | La Danse, le ballet de l’Opéra de Paris | режиссёр, продюсер                            |
| 2010       | Боксёрский зал                                | Boxing Gym                              | режиссёр, монтажёр, звук                      |
| 2011       | —                                             | Crazy Horse                             | режиссёр, продюсер, монтажёр                  |
| 2013       | В Беркли                                      | At Berkeley                             | режиссёр, продюсер, монтажёр, звук            |
| 2005, 2014 | Независимая линза (док. сериал, два эпизода)  | Independent Lens                        | режиссёр, продюсер, монтажёр, звук            |
| 2014       | Национальная галерея                          | National Gallery                        | режиссёр, сценарист, продюсер, монтажёр, звук |
| 2015       | В Джексон-Хайтс                               | In Jackson Heights                      | режиссёр, продюсер, монтажёр, звуковой монтаж |
| 2017       | Экслибрис — Нью-Йоркская публичная библиотека | Ex Libris – The New York Public Library | режиссёр, продюсер, монтажёр                  |

## Награды и номинации
Берлинский кинофестиваль
- 1990 — Приз ФИПРЕССИ (программа «Форум») за фильм «При смерти» (награда)

Венецианский кинофестиваль
- 2014 — Почётный «Золотой лев» за жизненные достижения (награда)

Премия Американской киноакадемии
- 2016 — Почётный «Оскар» (награда)

Премия «Сезар» за лучший документальный фильм:
- 2010 — «Танец: Балет Парижской оперы» (номинация)
- 2012 — «Crazy Horse» (номинация, совместно с продюсером Пьером Оливье Барде)
- 2015 — «Национальная галерея» (номинация, совместно с продюсером Пьером Оливье Барде)

Премия «Спутник» за лучший документальный фильм:
- 1999 — «Муниципальное жильё» (номинация)